# Helgetjärnen, Ångermanland
Helgetjärnen är en sjö i Strömsunds kommun i Ångermanland och ingår i Ångermanälvens huvudavrinningsområde. Sjön har en area på 0,0513 kvadratkilometer och ligger 296,8 meter över havet.

## Delavrinningsområde
Helgetjärnen ingår i det delavrinningsområde (710357-152692) som SMHI kallar för Ovan 710183-152804. Medelhöjden är 318 meter över havet och ytan är 5,6 kvadratkilometer. Det finns inga avrinningsområden uppströms utan avrinningsområdet är högsta punkten. Älgbodbäcken som avvattnar avrinningsområdet har biflödesordning 4, vilket innebär att vattnet flödar genom totalt 4 vattendrag innan det når havet efter 177 kilometer. Avrinningsområdet består mestadels av skog (96 procent). Avrinningsområdet har 0,11 kvadratkilometer vattenytor vilket ger det en sjöprocent på 2 procent.